# Deuben (Bennewitz)
Deuben ist ein Ortsteil der sächsischen Gemeinde Bennewitz. Das Dorf liegt zwei Kilometer westlich der Stadt Wurzen am linken Ufer der Mulde. Deuben ist seit dem Mittelalter Kirchdorf und hatte bis 2006 auch eine eigene Grundschule. Der Ort zählt ca. 430 Einwohner.

## Geschichte

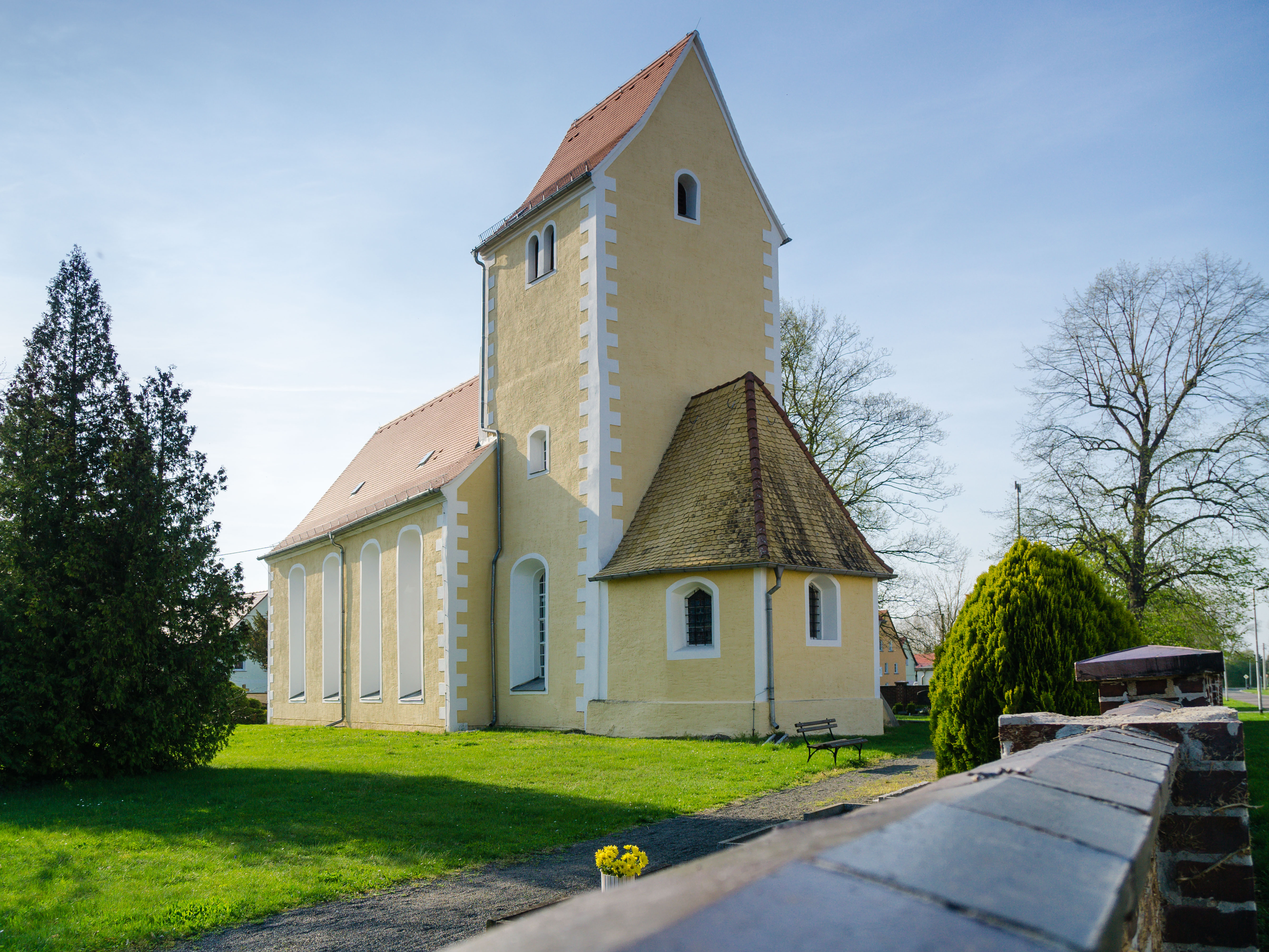
Die Kirche von Deuben, Foto von 2018

Deuben ist eine slawische Gründung. 1359 wurde das Dorf an das Bistum Meißen verkauft, vorher hatte es den Rittern von Brandis gehört. Nach der Reformation blieb es Teil der Wurzener Stiftsgüter. 1818 wurde die Schule errichtet, die später mehrfach umgebaut und erweitert wurde. Am 1. Juli 1948 wurde Deuben nach Bennewitz eingemeindet, am 1. Juli 1950 nach Wurzen umgemeindet und am 1. März 1974 wieder nach Bennewitz zurückgegliedert.
Nach der Wende wurde das Schulgebäude als Grundschule für alle Kinder der Gemeinde Bennewitz von der 1. bis zur 4. Klasse genutzt. Beim Mulde-Hochwasser von 2002 wurde die Schulbaracke stark beschädigt, allerdings konnte diese durch die vielen Spendengelder wieder neu aufgebaut werden. Seit 2006 ist die Grundschule nun in Bennewitz. In der ehemaligen Grundschule ist nun ein Sitz des Briefdienstes und die Zweigstelle des Kindergarten "Zwergenland" Bennewitz.

## Entwicklung der Einwohnerzahl
| Jahr    | Einwohnerzahl                                       |
| ------- | --------------------------------------------------- |
| 1548/51 | 27 besessene Mann, 1 Gärtner, 29 Inwohner, 23 Hufen |
| 1764    | 26 besessene Mann, 1 Gärtner, 10 Häusler, 23 Hufen  |
| 1834    | 236                                                 |

| Jahr | Einwohnerzahl |
| ---- | ------------- |
| 1871 | 340           |
| 1890 | 704           |
| 1910 | 1158          |

| Jahr | Einwohnerzahl |
| ---- | ------------- |
| 1925 | 1198          |
| 1939 | 1146          |
| 1946 | 1195          |

## Verkehr und Wirtschaft
Die B 6 verläuft durch den Ortsteil, die Bahnstrecke Leipzig–Dresden mit dem Haltepunkt Bennewitz der S-Bahnlinie 3 liegt südlich von Deuben.
In Deuben wird Geflügelhaltung betrieben.

## Sehenswert
- Dorfkirche Deuben[3]